# Блюстейн, Джеффри
Джеффри Л. Блюстейн (род. 1939) — американский физик и бизнесмен, бывший главный исполнительный директор Harley-Davidson (1997-2005). Ему приписывают помощь в спасении компании от возможного банкротства в 1980-х годах и руководство возрождением компании как доминирующего производителя мотоциклов в Соединенных Штатах.

## Детство и образование
Блюстейн родился в Скарсдейле, штат Нью-Йорк, в семье, имеющей опыт производства. Его дедушка, еврейский иммигрант из Польши, управлял компанией «Детская коляска Atlas» в Бронксе вместе со своим отцом и двумя его дядями.
Он получил степень бакалавра в области машиностроения в Корнельском университете, а также степень магистра и доктора наук в области инженерной механики в Колумбийском университете. Провел один год в качестве постдокторанта НАТО в Англии.

## Начало карьеры
С 1966 по 1971 год Блюстейн был доцентом инженерных и прикладных наук в Йельском университете. Его работа над пьезоэлектричеством и связанная с этим работа Юрия Васильевича Гуляева по новому типу поперечной поверхностной акустической волны привели к тому, что эту волну называют волной Блюстейна-Гуляева.
В 1971 году он решил войти в корпоративный мир и устроился консультантом по технологиям в American Machine and Foundry, широко известную как AMF, производитель спортивных товаров. Его считали «золотым мальчиком» команды инженеров AMF. В 1969 году AMF приобрела мотоциклетную компанию Harley-Davidson. В 1975 году AMF поручил Блюстейну помочь в реорганизации инженерной деятельности Харли-Дэвидсона, которую он тогда называл «заросшей кузнечной мастерской». Чтобы управлять делами компании он начал ездить из Нью-Йорка в Милуоки один раз в неделю.

## Карьера в Harley-Davidson
В 1975 году Блюстейн стал вице-президентом по проектированию Harley-Davidson.  Владение AMF Harley-Davidson было проблематичным, и по некоторым данным, компания была близка к банкротству в начале 1980-х годов.
Наряду с 12 другими руководителями Harley-Davidson, Блюстейн помог в 1981 году выкупить компанию за счет заемных средств на сумму 81,5 млн долларов.
В 1988 году назначен старшим вице-президентом, в 1990 году — исполнительным вице-президентом, в 1993 году президентом, главным операционным директором и главным исполнительным директором в 1997 году. В 1998 году Блюстейн стал председателем совета компании.
В 2010 году журнал Harvard Business Review назвал Блюстейна одним из «100 лучших исполнительных директоров в мире», отметив увеличение рыночной капитализации компании на 13 миллиардов долларов за время его пребывания в должности генерального директора.
В апреле 2005 года на посту генерального директора его заменил Джеймс Л. Цимер.
В качестве генерального директора Блюстейн был известен тем, что проводил большое количество личных встреч с заинтересованными сторонами, включая клиентов, сотрудников, акционеров и поставщиков. Он был сторонником «свободного потока идей». Ему приписывают укрепление дилерской сети  и расширение Harley-Davidson в Китай, включая открытие дилерских центров в Пекине и Шанхае.
Получив свою первую работу в Harley-Davidson, Блюстейн вскоре стал «заядлым байкером». В начале своей работы в компании он был обескуражен тем, что его новый Harley-Davidson Sportster пропускает масло, и это побудило его перепроектировать двигатель, чтобы устранить проблему утечки масла. Он отвечал за другие инженерные инновации, в том числе резиновые опоры двигателя для снижения вибрации, модернизацию культового V-образного двигателя Harley-Davidson и внедрение приводных ремней Kevlar.
Он был активным участником группы владельцев Harley, посещая шесть и более мероприятий каждый год.

## Корпоративные советы и общественные работы
Блюстейн является членом совета директоров корпорации Brunswick и компании Kohler. Он работает в советах Медицинского колледжа Висконсина и Еврейской федерации Милуоки, и также является членом общины Шалома Милуоки.